# Triosteum himalayanum
Triosteum himalayanum är en kaprifolväxtart som beskrevs av Nathaniel Wallich. Triosteum himalayanum ingår i släktet feberrötter, och familjen kaprifolväxter. Inga underarter finns listade i Catalogue of Life.

## Bildgalleri

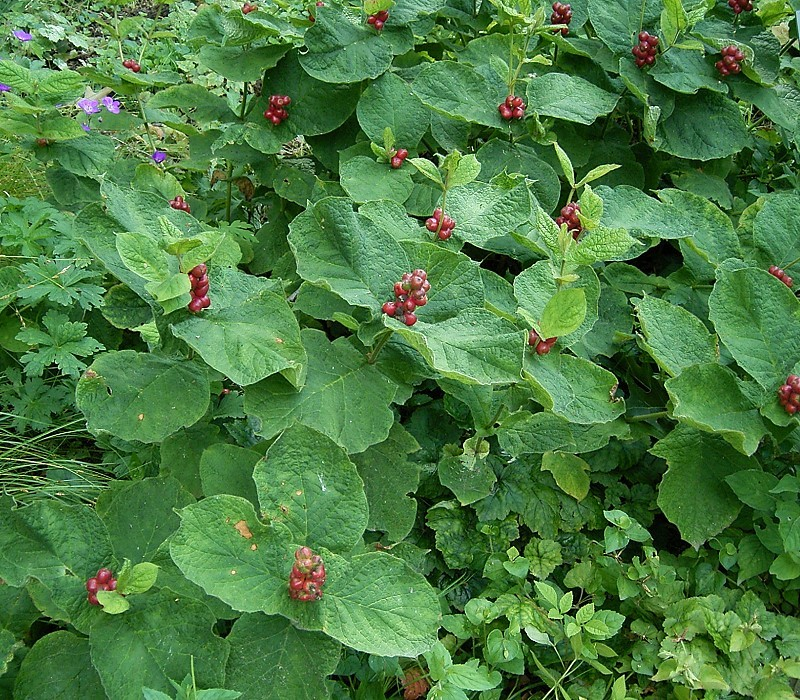
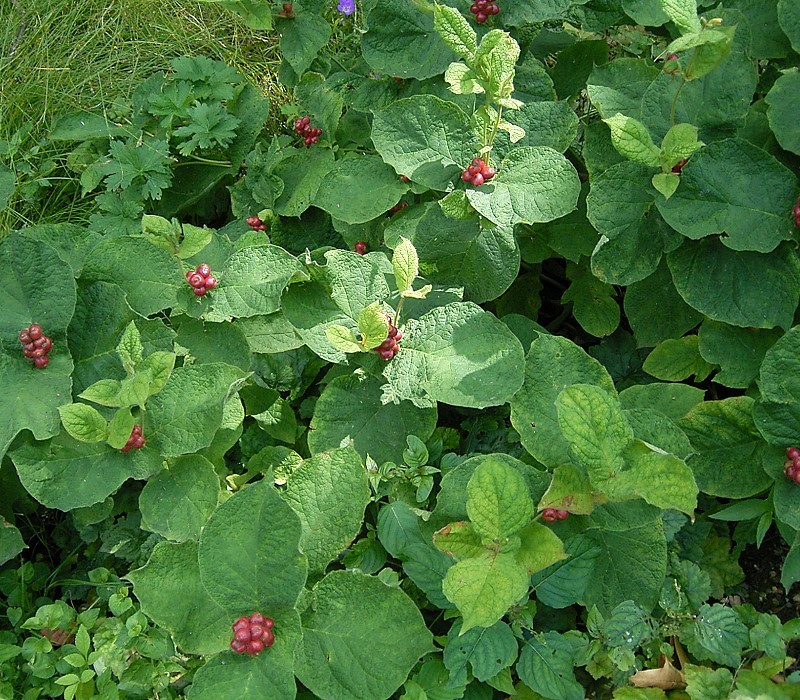
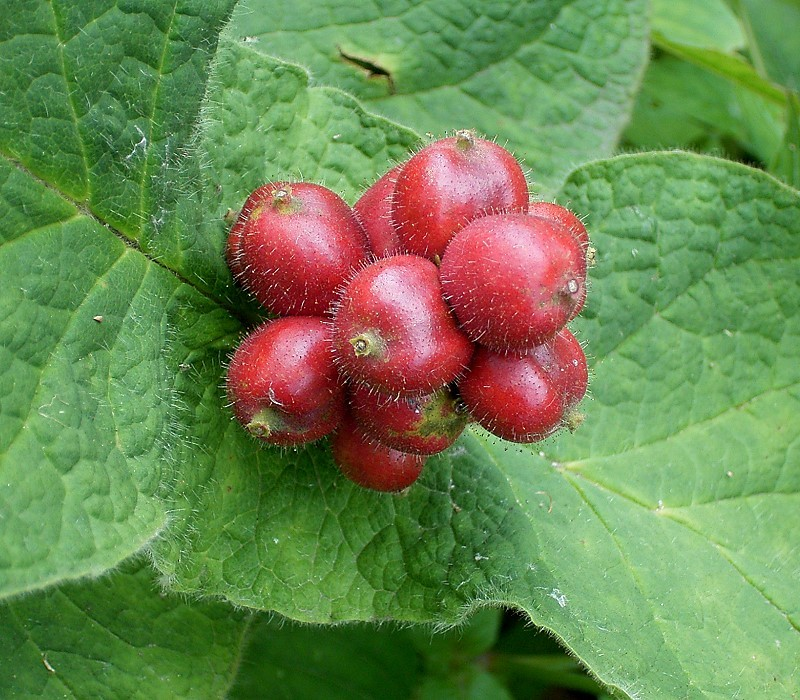
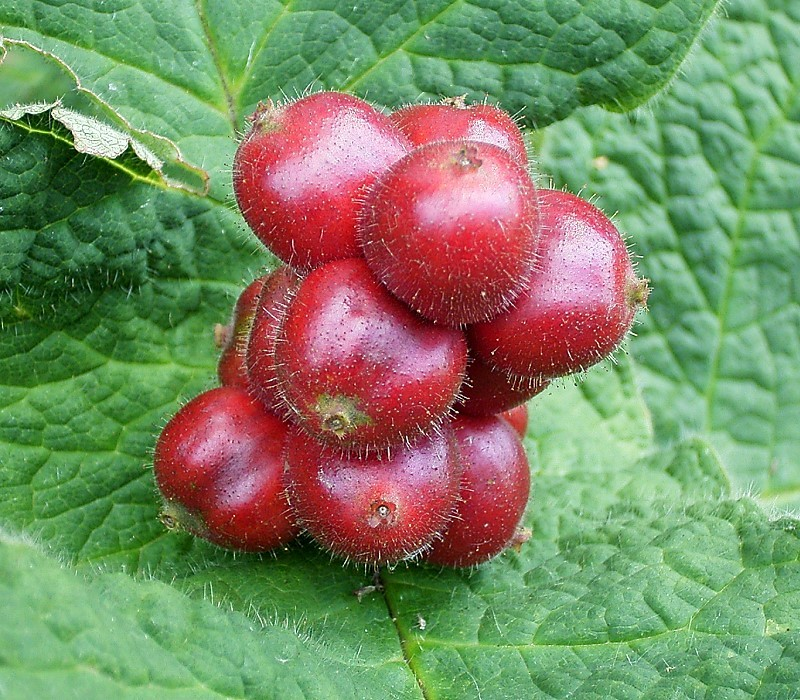